# 本龍院

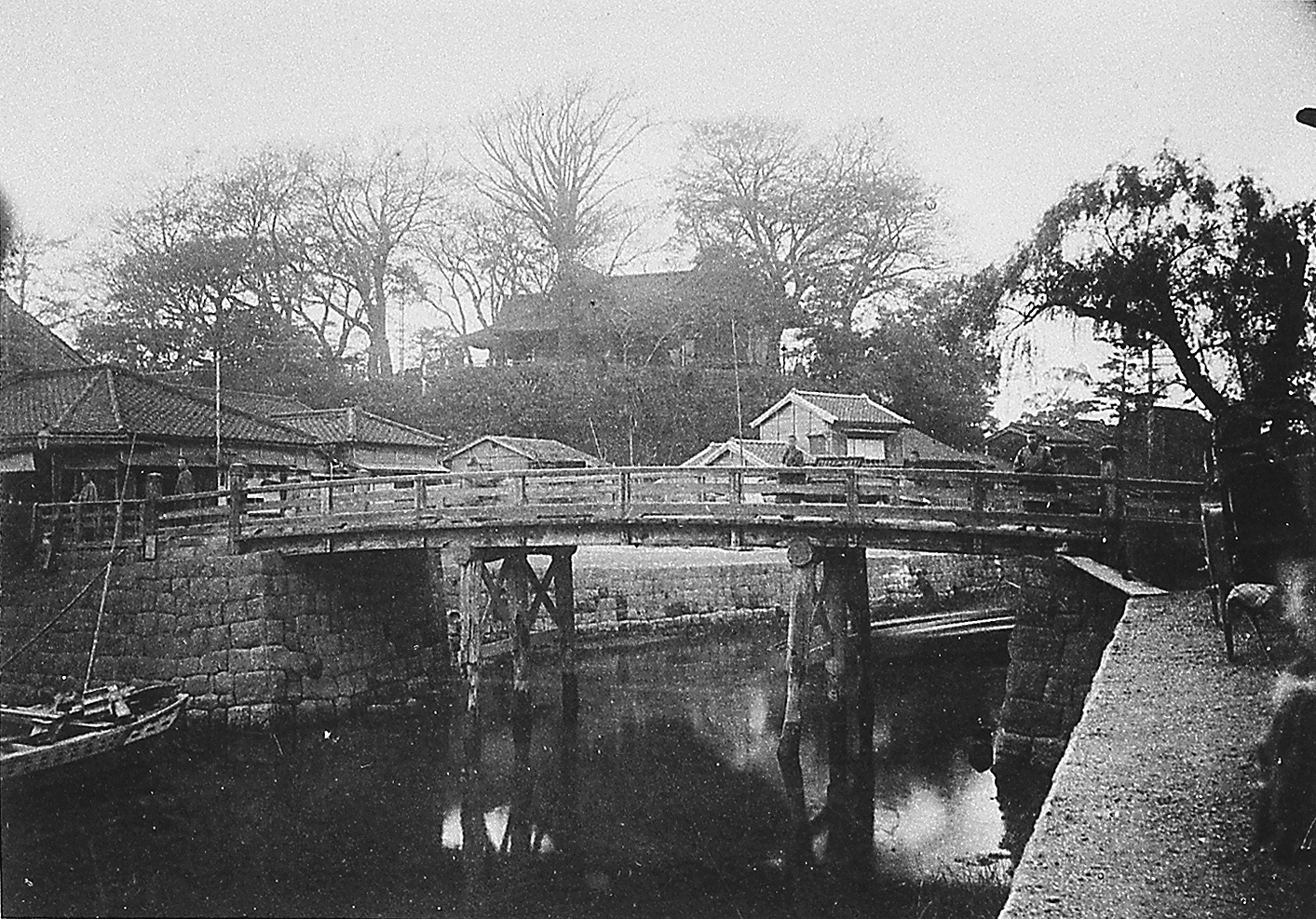
山谷堀入口から待乳山を望む。明治中期。

本龍院（ほんりゅういん）は、東京都台東区浅草にある聖観音宗の寺院で、浅草寺の子院のひとつである。山号は待乳山。本尊は歓喜天（聖天）・十一面観音で、待乳山聖天（まつちやましょうでん）とも称される。この寺には浅草名所七福神のうち毘沙門天が祀られている。

## 歴史
この寺は隅田川べりの小高い丘（待乳山）にあるが、この丘は595年（推古天皇3年）9月に出現して龍が守護したと伝えられ、浅草寺の山号（金龍山）の由来となったと伝えられる。601年（推古天皇9年）この地方が旱魃に見舞われたとき、歓喜天と十一面観音が安置されたと伝えられる。待乳山は、かつては周囲が見渡せる山であり、江戸時代には文人墨客がこの地を訪れている。例年1月に行われる「大根まつり」でも知られる。

## 名前の由来
待乳は、真土とも書き、この辺り一帯は泥海だったが、ここだけが真の土であったことを由来とする説がある。

## 文化財
- 台東区指定文化財
  - 銅造宝篋印塔

## 所在地
- 東京都台東区浅草7-4-1

※　東京で一番低い山（標高10ｍ）の上にあり、スロープカーが整備されている。

## 交通アクセス
- 浅草駅より徒歩約10分（経路案内）。

## ギャラリー

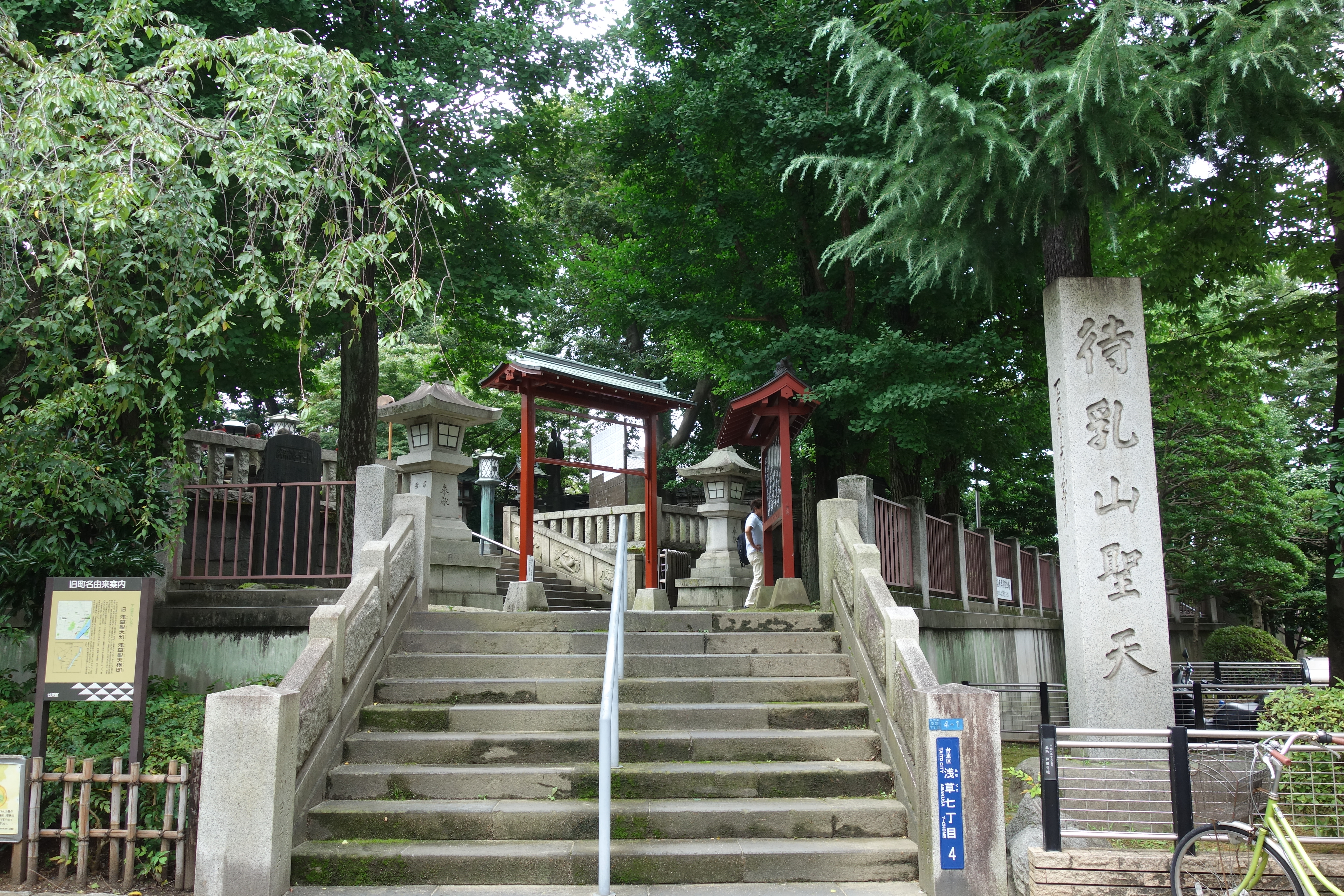
待乳山聖天入口
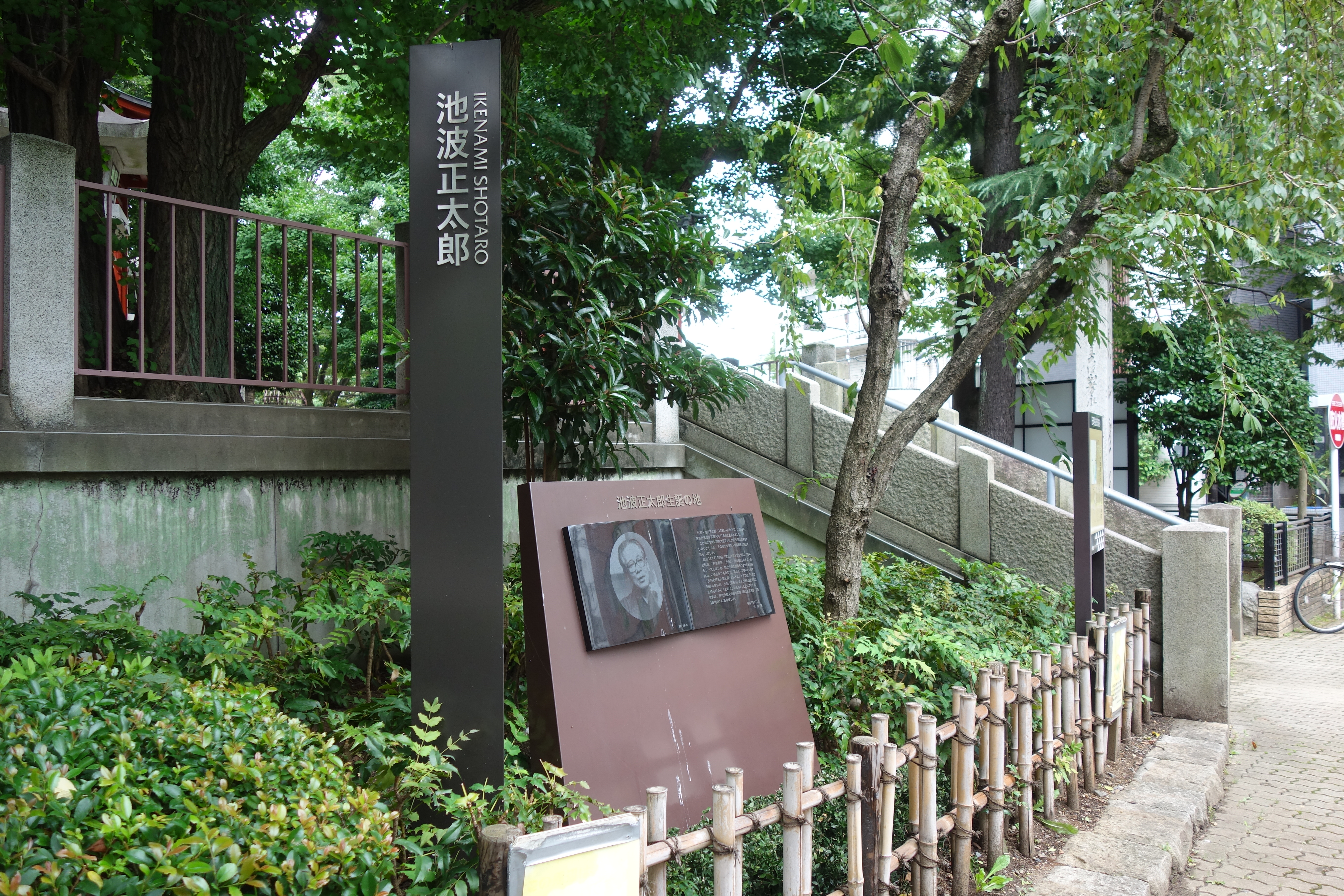
入口脇にある「池波正太郎生誕の地」の碑
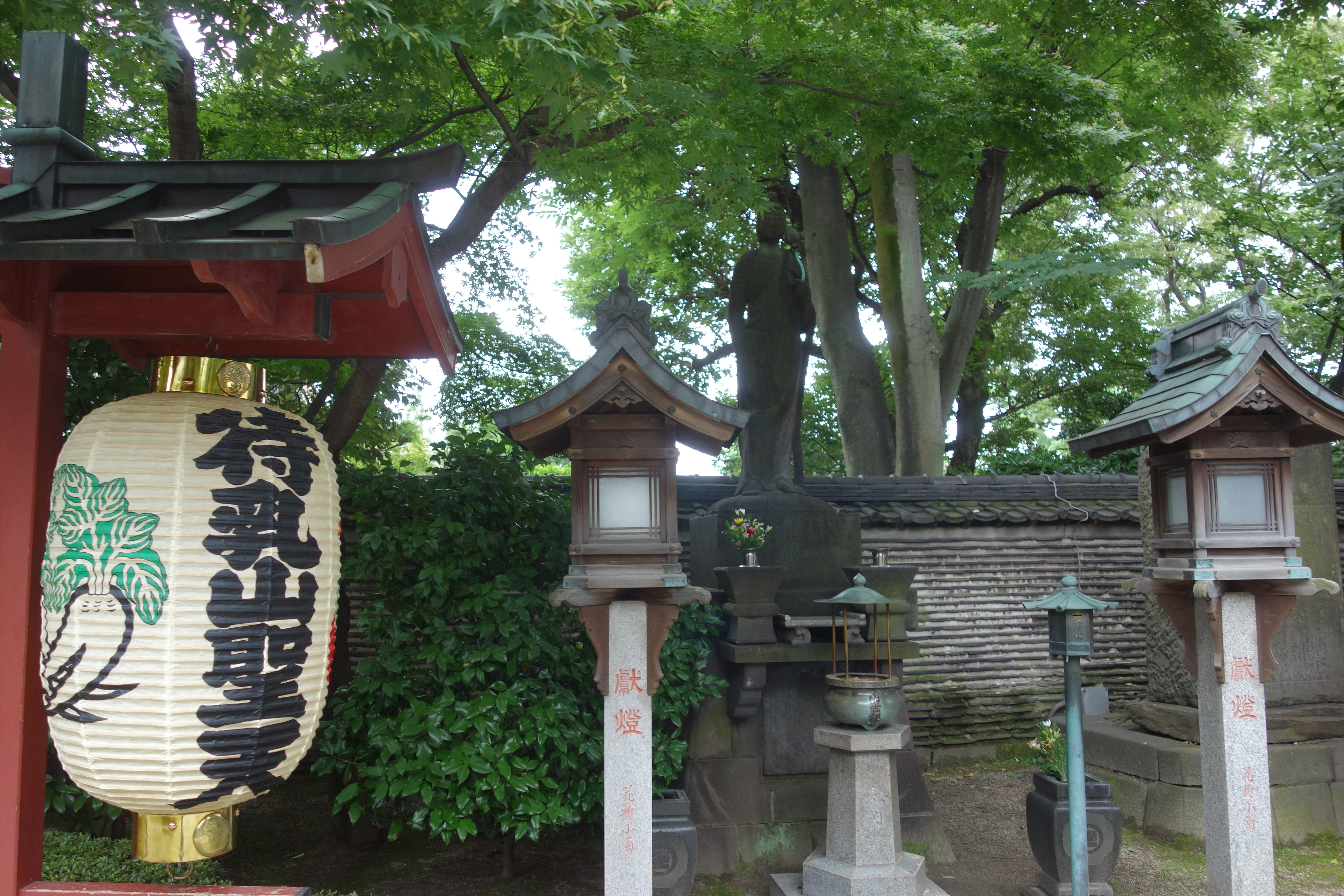
待乳山聖天の出世観音
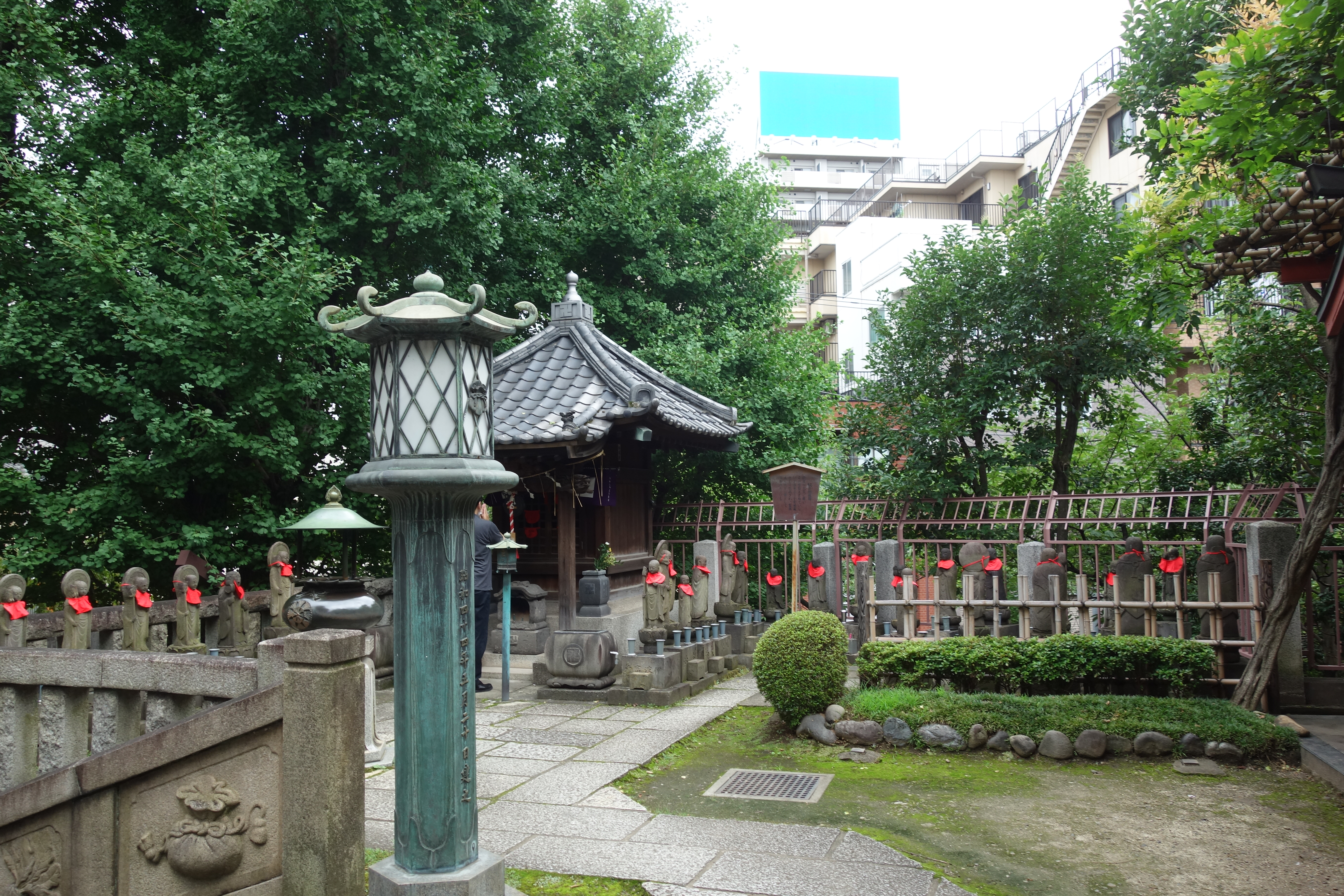
待乳山聖天の歓喜地蔵尊
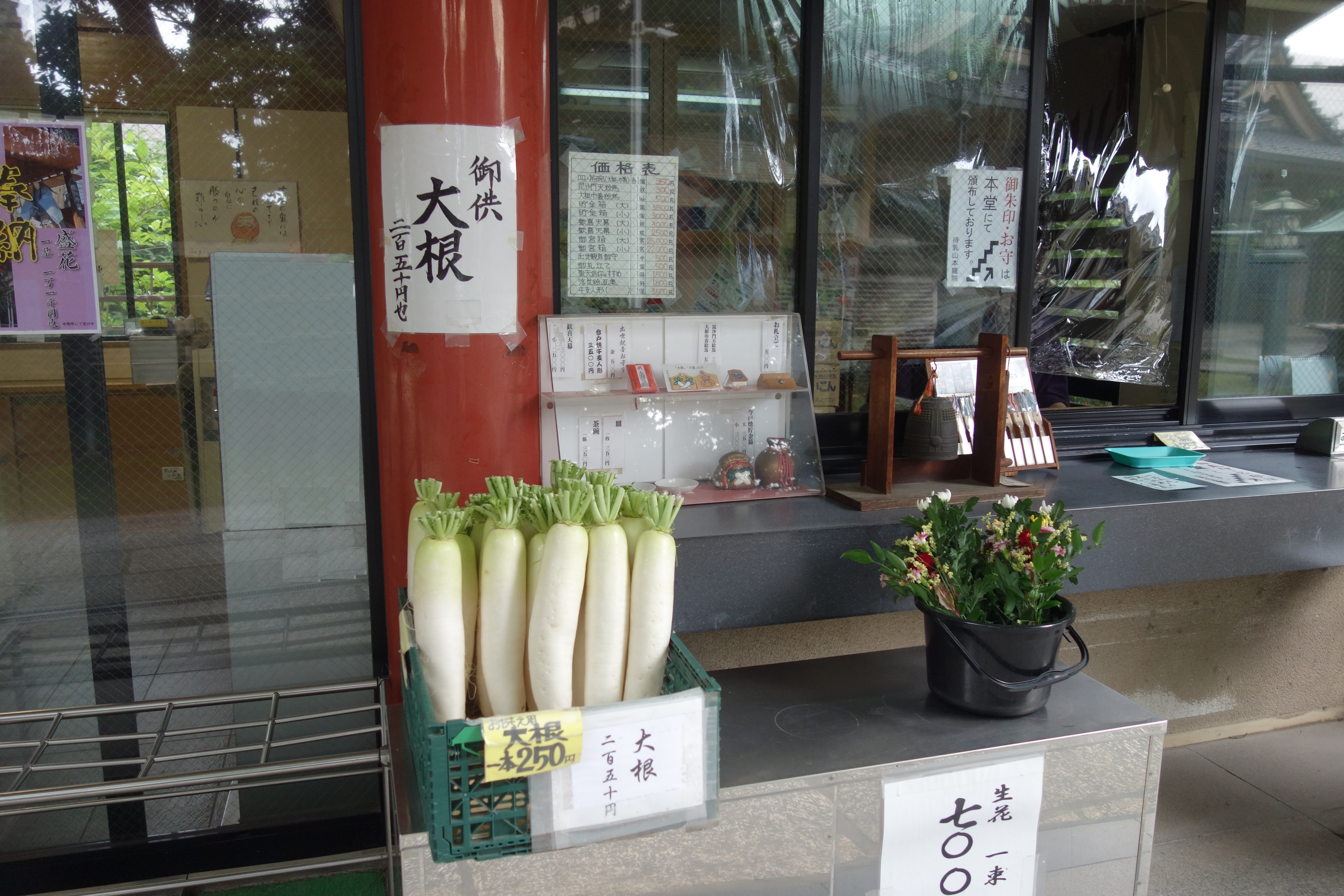
お供え用の大根
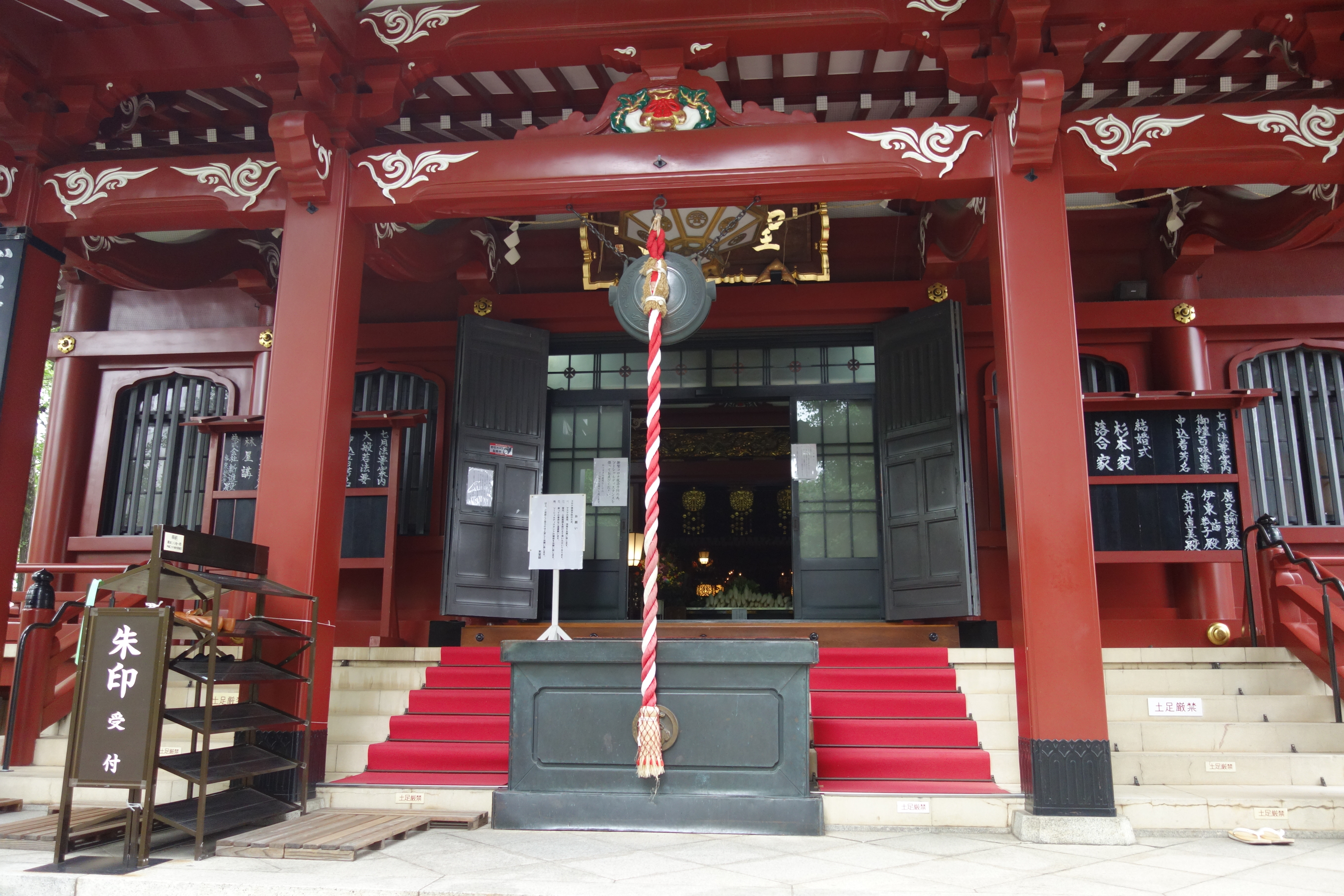
本龍院本堂
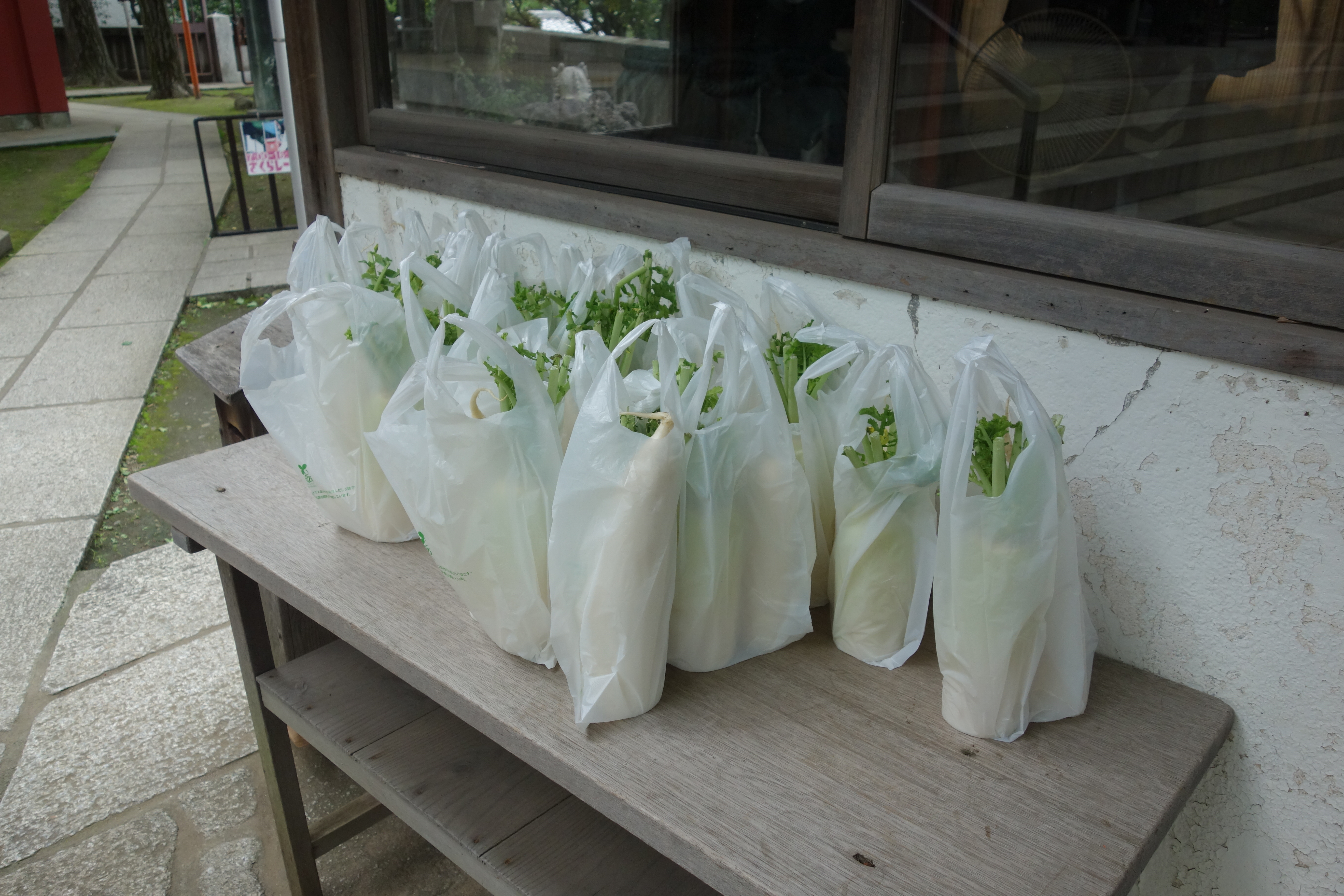
お下がり大根
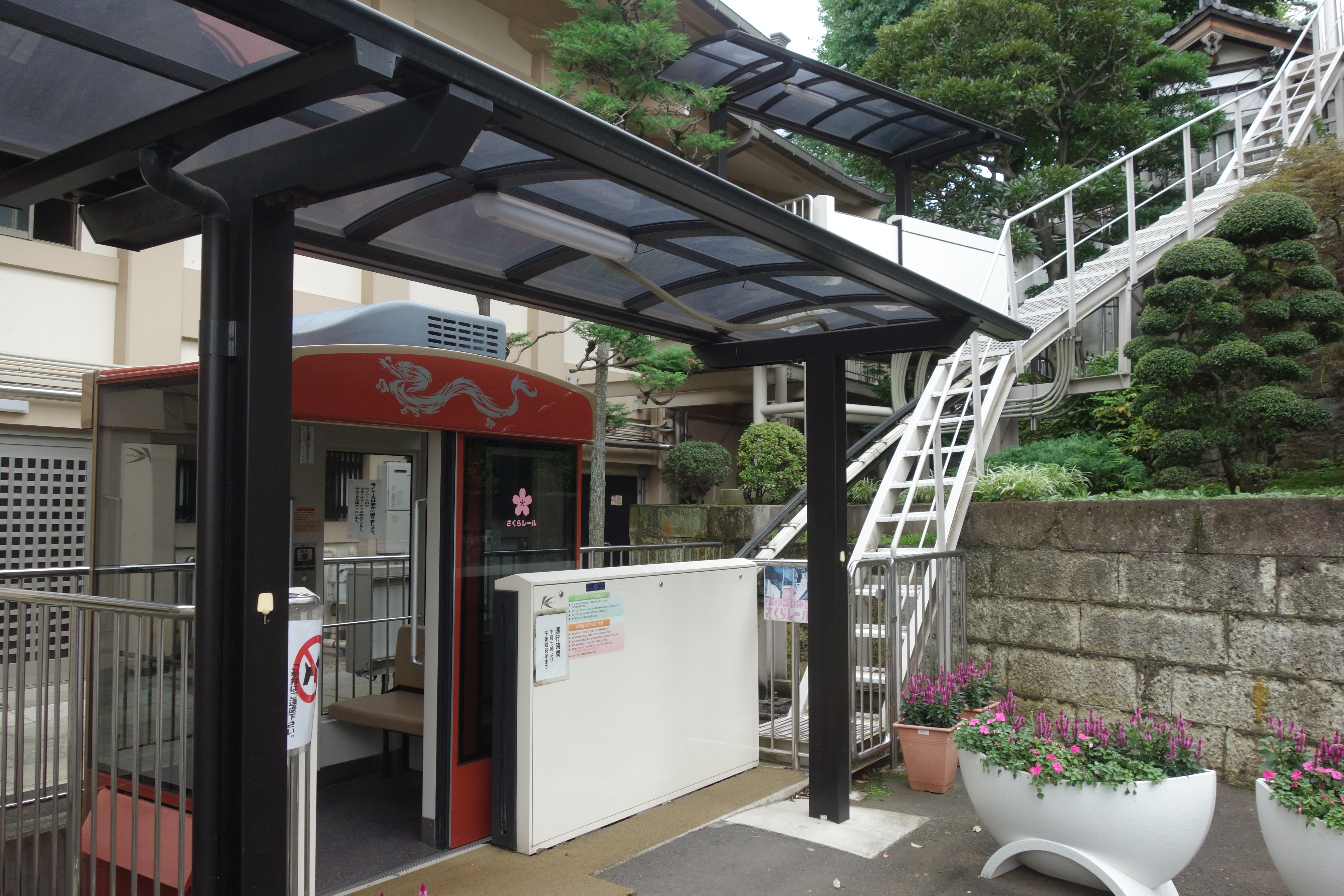
さくらレール(スロープカー)
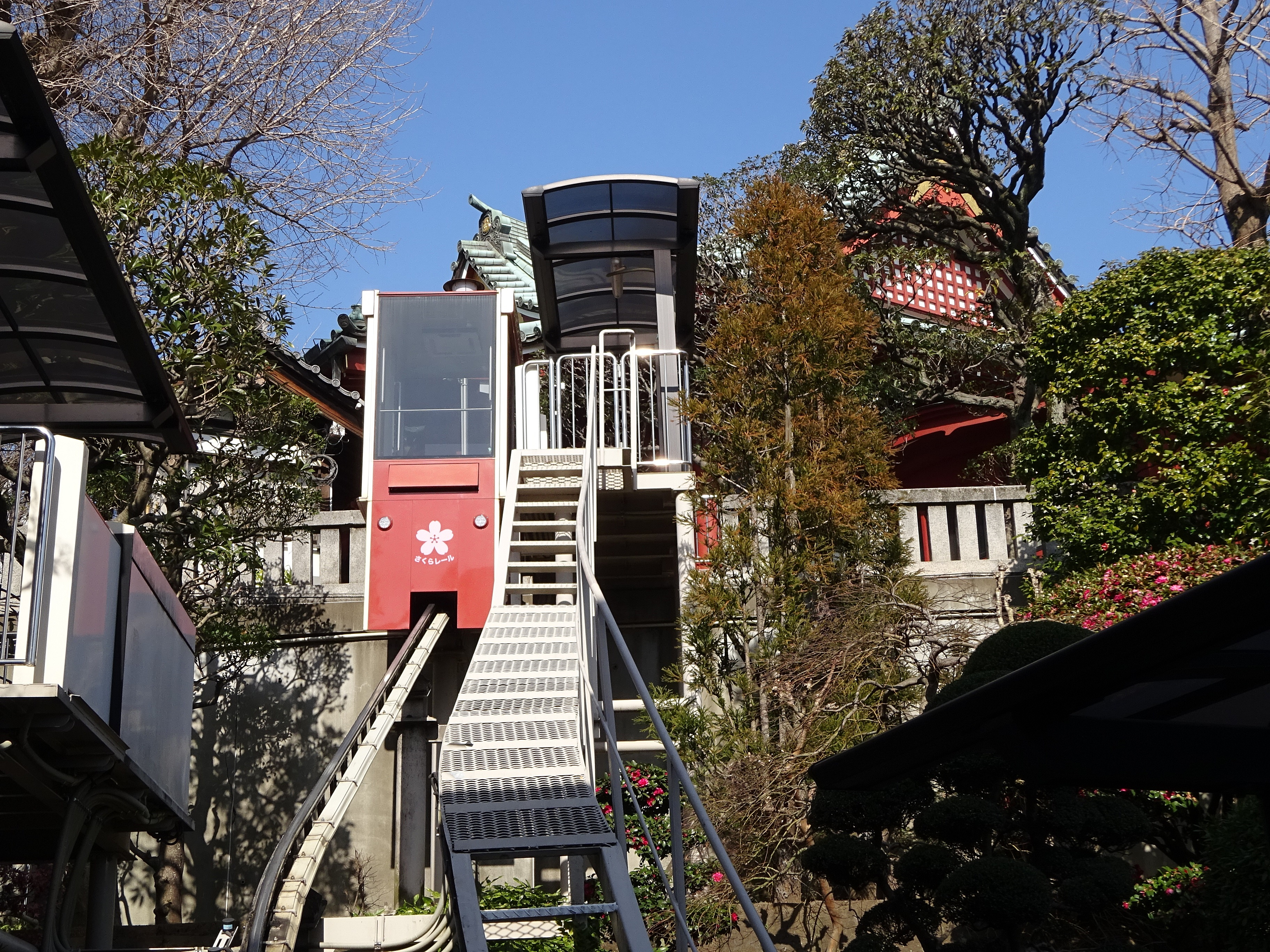
さくらレール上部乗降場